# Львівський деканат РКЦ
Львівський деканат РКЦ — одна з 12-ти адміністративно-територіальних одиниць Львівської архідієцезії Римо-Католицької Церкви в Україні із центром у м. Львів. Деканат утворено 1992 року. Та майже збігається з територією міста Львова. На території деканату служать 25 священиків та існує 12 парафій.. Назва — від міста Львів.

## Парафії
- Брюховичі
- Винники
- Домажир
- Львів Стрітення Господнього
- Львів-Збоїща
- Львів-Йоана Павла II
- Львів-Катедра
- Львів-Рясне
- Львів-Св. Антонія
- Львів-Св. Марії Магдалини
- Львів-Сихів
- Малехів